# 旅行到宇宙边缘
《旅行到宇宙边缘》（英語：Journey to the Edge of the Universe）是在國家地理頻道和探索頻道上播放的紀錄片。該紀錄片內容是假想的從地球到宇宙邊緣的旅行。美國版的旁白是艾力·寶雲，英國版的則是西恩·帕特維。
本紀錄片只有一集，片長91分鐘，於2008年12月7日首播。

## 媒體
2009年3月31日，旅行到宇宙边缘發行藍光光碟和 DVD。

## 外部連結
- 互联网电影数据库（IMDb）上《旅行到宇宙边缘》的资料（英文）